# Tryphoema lusitanica
Tryphoema lusitanica är en kräftdjursart som först beskrevs av Wells och Clark 1965.  Tryphoema lusitanica ingår i släktet Tryphoema och familjen Rhizothricidae. Inga underarter finns listade i Catalogue of Life.